# Djibao
Djibao est un village de la Région du Nord au Cameroun. Il est situé dans le quartier du Lamidat de rey - Bouba dans la commune de Madingring dans le département du Mayo-Rey.

## Géographie
Djibao est localisé à 8°41‘05"N de latitude et 14°48‘56"E de longitude. Le village est à proximité des localités de Djablang (1.7 km), de Gambou (4 km), de Winde (8.9km), de Gor (22 km), de Madingring Ville (44km).

## Population et Société

### Population totale
Lors du recensement de 2005, la population était de 516 personnes. Enfin, en 2014, la population recensée était de 616 personnes.

### Répartition de la population selon les âges
| Hommes | Classe d’âge | Femmes |
| ------ | ------------ | ------ |
| 83     | 0–5          | 72     |
| 42     | 6–13         | 46     |
| 31     | 14–19        | 46     |
| 63     | 20–34        | 81     |
| 65     | 35–59        | 71     |
| 7      | 60–+         | 9      |